# Mohammed Touati
Mohammed Touati (en arabe : محمد تواتي), né en 1937  à Tizi Ouzou, est un haut gradé militaire et homme politique algérien. Il démissionne de toutes ses responsabilités en août 2005.

## Biographique
Mohammed Touati déserte l'armée française en 1958 pour rejoindre la lutte armée pour l'indépendance de l'Algérie. 
À l'indépendance, il est le chef d'état major de la gendarmerie nationale puis chef d'état major de la troisième région militaire sous le commandement d'un autre officier de l’Armée algérienne ANP, Khaled Nezzar, puis directeur central des services de la santé militaire
et enfin conseiller du ministre de la défense nationale puis conseiller du chef d'état major Mohamed Lamari.
Durant le règne de Houari Boumédiène, il a occupé de nombreux postes au sein du ministère de la défense algérienne.
Sous la présidence d'Abdelaziz Bouteflika, en 2005, Mohammed Touati a pris sa retraite au grade de général-major et aussi cessé d'assurer ses autres responsabilités, notamment celles de conseiller à la Présidence en matière de sécurité et de conseiller à l’état-major de l’Armée nationale populaire. Il est revenu sur la scène politique : il a de nouveau été nommé conseiller à la Présidence et, après l'annonce de « réformes politiques profondes » faite par le Président le 15 avril, a également été chargé d'assister, avec Mohamed Ali Boughazi (autre conseiller à la Présidence, d'obédience islamiste), le conservateur Abdelkader Bensalah (président du Sénat), à la tête de la commission devant organiser les consultations nationales autour des réformes à mener.